# Mami Yamaguchi
Mami Yamaguchi (jap. 山口 麻美, Yamaguchi Mami; * 13. August 1986 in Nishitōkyō) ist eine ehemalige japanische Fußballspielerin.

## Karriere

### Verein
Sie begann ihre Karriere bei Nippon TV Beleza. Danach spielte er bei Umeå IK, Atlanta Beat, Hammarby IF und Okayama Yunogo Belle. 2014 beendete sie Spielerkarriere.

### Nationalmannschaft
Yamaguchi absolvierte ihr erstes Länderspiel für die japanischen Nationalmannschaft am 28. Juli 2007 gegen Vereinigte Staaten von Amerika. Insgesamt bestritt sie 18 Länderspiele für Japan.

## Errungene Titel
- Nihon Joshi Soccer League: 2002, 2010